# Thètagolven

Voorbeeld van thètagolven

Thètagolven zijn hersengolven met een frequentie van tussen de 6 en de 10 hertz. Ze worden voornamelijk geregistreerd in de hippocampus, met behulp van een elektro-encefalogram (EEG). Thètagolven komen zowel tijdens lichamelijke activiteit, als tijdens de remslaap voor.
De functie van thètagolven in de hippocampus is nog niet geheel begrepen. Omdat ze plaatsvinden tijdens een gedesynchroniseerde EEG van de neocortex, wordt vermoed dat thètagolven een rol spelen bij arousal.
Gridcellen vertonen, net als hippocampusplaatscellen, sterke theta-modulatie.